# Артур Вільям Гілл
Сер Артур Вільям Гілл (англ. Sir Arthur William Hill; 1875–1941) — британський ботанік, директор Королівських ботанічних садів в К'ю, видатний систематик. Член Лондонського Ліннеївського товариства (FLS) з 1908 року, член Лондонського королівського товариства (FRS).

## Біографія
Артур був єдиною дитиною в сім'ї Деніела Хілла.
Спочатку він навчався у коледжі Мальборо (англ. Marlborough College), де під керівництвом його шкільного наставника, відомого ентомолога Едварда Мейріка (англ. Edward Meyrick), у нього розвинувся інтерес до природничих наук. Перейшовши до King's College, Cambridge
він потрапив під вплив ботаніка Вальтера Гардінера, (1859–1941), і там же він отримав ступінь магістра мистецтв і доктора наук.

### Подорожі
Першу наукову подорож під керівництвом члена Королівського географічного товариства Гілл здійснив до Ісландії у 1900 році. Потім, у 1903 році, розпочалися експедиції в Анди Болівії та Перу, в ході яких інтерес Гілла викликали подушкоподібні рослини, дослідженням яких він був захоплений протягом всього свого життя. У 1911 році будучи співробітником ботанічного саду в К'ю він відвідує Кариби.

### Робота в К'ю
У 1907 році Гілл починає працювати у ботанічному саду в К'ю, помічником директора саду Девіда Прейна. У 1922 році він змінив Прейна на посту директора.
Гілл сприяв організації подорожей ботаніків по всьому світу, з метою відвідування ними найвіддаленіших і екзотичних місць: Австралії, Нової Зеландії, Малайї, Родезії, Східної Африки, Індії, Киренаїки та Вест-Індії. Він цікавився питаннями економічної ботаніки, був її захопленим прихильником. Велике місце в його науковій роботі займала таксономія, ним був описаний монотипний рід рослин Choerospondias BLBurtt & 'AWHill' родини сумахові та близько п'ятисот видів представляють різні родини, наприклад види Базиліку та петрушки.
Артур Гілл провів багато змін ботанічного саду в К'ю. Незважаючи на фінансові труднощі в післявоєнний період, на посаді директора саду ним були досягнуті значні успіхи в будівництві, ремонті та розширенні оранжерей саду.
Артур Гілл загинув 3 листопада 1941 в результаті аварії. Він ніколи не був одружений.

## Наукові роботи
- On the Structure and Affinities of a Lepidodendroid Stem (совместно с A.C.Seward), 1900
- The Distribution and Character of Connecting Threads in the Tissues of Pinus sylvestris and other Allied Species, 1901
- The Histology of the Sieve-Tubes of Pinus, 1901
- Across Iceland: With Illustrations and Maps and an Appendix By A.W.Hill on the Plants (совместно с W.Bisiker), 1902
- The Histology of the Endosperm during Germination in Tamus communis and Galium tricorne (у співавторстві із Вальтером Гардінером), 1902
- Notes on a Journey in Bolivia and Peru around Lake Titicaca, 1905
- The Morphology and Seedling Structure of the Geophilous Species of Peperomia, together with some views on the Origin of Monocotyledons, 1906
- A Revision of the Geophilous Species of Peperomia, 1907
- The Histology of the Sieve-Tubes of Angiosperms, 1908
- The Acaulescent Species of Malvastrum, 1909
- Gentianaceae (Flora Capensis), 1909
- South America in its relation to Horticulture, 1911
- A Visit to the West Indies, 1912
- The History of Primula obconica under Cultivation, 1912
- Floral Mechanism of the Genus Sebaea, 1913
- Santalaceae, 1915
- The Genus Thesium in South Africa, 1915
- The History and Functions of Botanic Gardens, 1915
- Studies in Seed Germination — the Genus Marsh, 1916